# Ana de Velasco y Girón

Ana de Velasco y Téllez-Girón, née en 1585 à Naples et morte le 7 novembre 1607 à Vila Viçosa est la fille d'un puissant connétable de Castille, duchesse de Bragance par son mariage et mère de Jean IV du Portugal, le premier roi portugais de la Maison de Bragance.
Elle est la fille de Juan Fernández de Velasco y Tovar, duc de Frias, connétable de Castille, gouverneur militaire de Milan et de Maria Tellez-Giron, fille du duc d'Andalousie et duc d' Osuna, Pedro Téllez-Girón.

## Mariage et descendance
Elle épouse le 17 juin 1603, Théodose II de Bragance au Palais royal de Vila Viçosa, dans une fête somptueuse, dont la chronique est conservée à la bibliothèque nationale d'Espagne.
De cette union ils ont quatre enfants :
- Jean II, 8e duc de Bragançe (1604–1656), couronné comme roi  Jean IV (roi de Portugal) le 1er décembre 1640 ;
- Édouard de Bragance (1605-1649), seigneur de Vila do Conde ;
- Catherine de Bragance (1606–1610) ;
- Alexandre de Bragance (1607–1637).

Elle meurt à l'âge de 22 ans et est inhumée au Panthéon royal des Bragance, dans le monastère Saint-Vincent hors-les-murs à Lisbonne.